# Senguileï
Senguileï (en russe : Сенгилей) est une ville de l'oblast d'Oulianovsk, en Russie, et le centre administratif du raïon de Senguileï. Sa population s'élevait à 6 265 habitants en 2024.

## Géographie
Senguileï est située sur la rive droite du réservoir de Kouïbychev, sur la Volga, à 47 km — 67 km par la route — au sud d'Oulianovsk.

## Histoire
L'origine de la ville remonte à la fondation d'un avant-poste militaire défensif, en 1666, contre les raids des nomades. Plusieurs slobodas sont établis par la suite autour de l'avant-poste au début du XVIIIe siècle — Stanichtnaïa, Boutyrskaïa et Vybornaïa — qui fusionnent pour former le village de Pokrovskoïe (russe : Покро́вское). En 1780, il devient la ville de Senguileï.
En 1925, Senguileï est rétrogradée au statut de simple commune rurale. En 1936, elle redevient une commune urbaine et retrouve son statut de ville en 1943.

## Population
Recensements (*) ou estimations de la population
| 1856  | 1897* | 1959*  | 1970* | 1979*  |
| ----- | ----- | ------ | ----- | ------ |
| 4 100 | 5 734 | 10 677 | 9 807 | 10 817 |

| 1989*  | 2002* | 2010* | 2013  | 2014  |
| ------ | ----- | ----- | ----- | ----- |
| 10 366 | 8 396 | 6 858 | 6 861 | 6 783 |

| 2017  | 2019  | 2021  | - | - |
| ----- | ----- | ----- | - | - |
| 6 568 | 6 317 | 6 407 | - | - |

## Personnalités
- Vladimir Krylov (1964-), champion olympique du relais 4 x 100 m en 1988.